# Daïra de Khenchela
La daïra de Khenchela est une daïra d'Algérie située dans la wilaya de Khenchela et dont le chef-lieu est la ville éponyme de Khenchela.
Khenchlistes 

## Localisation
La daïra est située au nord de la wilaya de Khenchela.

## Communes
La daïra est composée d'une seul commune Khenchela.